# Краснояр-II
Краснояр-II (баш. 2-се Ҡыҙылъяр) — село в Бардымском районе Пермского края на реке Тулва. Входит в состав Красноярского сельского поселения. Находится примерно в 4 км к югу от центра села Барда.

## Население
По результатам переписи 2020 года численность населения составила 824 человек, в том числе 418 мужчин и 406 женщины.
В 2010 году численность населения составляла 678 человек.
В 1926 году в селе проживало 1089 башкир и 8 русских.

## Религия
Мечети
- Мечеть